# Paul von Rohden
Paul von Rohden (* 12. Dezember 1862 in Barmen (heute Stadtteil von Wuppertal); † 28. Februar 1939 in Pieterlen) war ein deutscher Althistoriker und Gymnasiallehrer.

## Leben
Paul von Rohden stammte aus einer alten Handwerkerfamilie, die ursprünglich in Hamburg und später in Altona ansässig war. Um 1800 spaltete sich die Familie in mehrere Zweige. Pauls Vater Ludwig von Rohden (1815–1889) arbeitete ab 1846 in der Rheinischen Missionsgesellschaft in Barmen und begründete die „Barmer Linie“ der Familie. Paul von Rohden war sein neuntes und jüngstes Kind aus der zweiten Ehe mit Agathe geb. Schumacher (1830–1863). Seine Mutter starb, als Paul drei Monate alt war. Unter seinen älteren (Halb-)Geschwistern waren der spätere Gymnasiallehrer und Archäologe Hermann von Rohden (1852–1916) und der spätere Pastor Gustav von Rohden (1855–1942).
Paul von Rohden besuchte das Gymnasium in Barmen und legte am 21. März 1881 die Reifeprüfung ab; wegen seiner hervorragenden Leistungen wurde er vom Mündlichen Examen befreit. Anschließend begann er in Leipzig sein Studium der Geschichte und Klassische Philologie, das er für den Freiwilligendienst (1882/83) unterbrach. Er setzte sein Studium an der Berliner Universität fort, die damals ein Zentrum der Altertumsforschung war. Dort konzentrierte er sich hauptsächlich auf das Studium der Geschichte. Unter der Ägide von Theodor Mommsen beschäftigte sich Rohden mit den Urkunden der römischen Kaiserzeit, die ihn zu seinem späteren Forschungsgebiet führten, der Prosopographie. Noch vor seinem Studienabschluss wurde er zu den Vorarbeiten an der Prosopographia Imperii Romani (PIR) herangezogen, an der auch die wenig älteren Historiker Hermann Dessau und Elimar Klebs arbeiteten. 1885 wurde von Rohden mit einer Dissertation über die römischen Provinzen Palaestina und Arabia zum Dr. phil. promoviert.
Nach dem Staatsexamen für das höhere Lehramt absolvierte von Rohden 1887/88 den Vorbereitungsdienst am Wilhelms-Gymnasium in Berlin, wo er anschließend als Hilfslehrer arbeitete. 1889 ging er als Hilfs- und Turnlehrer an das Gymnasium in Steglitz. Er besserte sein Gehalt durch Privatunterricht auf und setzte auch seine wissenschaftliche Arbeit fort. 1891 wurde er von Georg Wissowa für die Neubearbeitung von Paulys Realencyclopädie der classischen Altertumswissenschaft herangezogen, für die er in den folgenden Jahren hunderte Artikel über Personen der römischen Kaiserzeit schrieb.
Am 8. Juli 1891 heiratete Paul von Rohden Elise Vogt (1867–1907). Mit ihr hatte er vier Kinder: Ingeborg (1892–1897), Konrad (1893–1981), Hildegard (* 1895) und Bernhard (1899–1941).
1893 trat ein Wendepunkt in Rohdens Leben ein: Kurz nach seiner Ernennung zum (fest angestellten) Oberlehrer erkrankte er an Tuberkulose, was seine Arbeitsfähigkeit immer mehr einschränkte. Ein Kuraufenthalt in Rom im Oktober 1895 verschlimmerte seinen Zustand, so dass er gezwungen war, sich dauerhaft beurlauben zu lassen. Auch seine wissenschaftliche Arbeit musste er einstellen. Wegen des milderen Klimas zog er im Februar 1896 nach Davos in der Schweiz, wo er kurze Zeit als Hauslehrer bei Carl Spengler arbeitete. Zum 1. April 1897 wurde er in den vorzeitigen Ruhestand versetzt, allerdings ohne Pension. Seine Frau, die inzwischen in Berlin den Hebammenberuf erlernt hatte, zog im Herbst 1897 mit den Kindern zu ihm. Die beiden betrieben einige Jahre eine Pension in Davos und verdienten ansonsten ihren Lebensunterhalt als Privatlehrer bzw. Hebamme. Im Juli 1899 erhielt von Rohden eine Stelle am Fridericianum Davos, wo er Unterricht in den Alten Sprachen, gelegentlich auch in anderen Fächern erteilte.
Nach dem Tod seiner Frau heiratete von Rohden am 15. November 1908 Elisabeth geb. Grimmer (1860–1931), die Witwe seines ältesten Bruders Johannes (1850–1893).
Ab dem Winter 1913/14 hielt Paul von Rohden auch regelmäßig populärwissenschaftliche Vorträge in Davos Platz. Daneben gab er weiterhin Privatunterricht und verfasste Artikel und Aufsätze für verschiedene Lokalzeitungen und -zeitschriften. Das preußische Kultusministerium verlieh ihm im Mai 1914 den Professorentitel. Während des Ersten Weltkriegs erteilte von Rohden den in Davos internierten deutschen Kriegsgefangenen Nachhilfe und half ihnen bei der Examensvorbereitung.
Im September 1932 nahm von Rohden im Alter von 69 Jahren seinen Abschied vom Fridericianum. Seine letzten Lebensjahre verbrachte er im deutschen Altersheim in Pieterlen bei Biel, wo er am 28. Februar 1939 im Alter von 76 Jahren starb.

## Schriften
- De Palaestina et Arabia provinciis Romanis quaestiones selectae. Dissertation Berlin 1885.
- mit Hermann Dessau: Prosopographia Imperii Romani. Band 3. Reimer, Berlin 1898.
- zahlreiche Artikel in Paulys Realencyclopädie der classischen Altertumswissenschaft.